# 5 nanómetros
En la fabricación de semiconductores, la hoja de ruta internacional para dispositivos y sistemas define el proceso de 5 nm como el nodo de tecnología MOSFET que sigue al nodo de 7 nm. En 2020, Samsung y TSMC iniciaron la producción en volumen de chips de 5 nm, fabricados para empresas como Apple, Marvell, Huawei y Qualcomm. [1] [2]
El nodo comercial de 5 nm se basa en la tecnología MOSFET de  puertas múltiples (MuGFET), con FinFET (transistores de efecto de campo de aletas). También se habían demostrado, pero no comercializados, nodos GAAFET (transistor de efecto de campo de puerta envolvente) de 5 nm.

## Evolución de la tecnología
En 2006 un equipo de investigadores de Corea del Instituto Coreano Avanzado de Ciencia y Tecnología (KAIST) y National Nano Feb Center  codesarrollaron un transistor de 3 nm, el dispositivo de nano-electrónica más pequeño del mundo sobre la base de la tecnología convencional, llamado transistor de efecto campo de aleta (FinFET). 
Es el transistor más pequeño jamás producido.
En 2010, un equipo australiano anunció que fabricaron un solo transistor funcional de 7 átomos que medía 4 nm de longitud.
En 2012 un transistor de un solo átomo fue fabricado utilizando un átomo de fósforo unido a una superficie de silicio (entre dos electrodos significativamente más grandes). Este transistor podría decirse que es un transistor de 180 pm (el radio de Van der Waals de un átomo de fósforo); aunque su radio covalente unido a silicio es probablemente menor. Hacer transistores más pequeños que estos requerirá usar elementos con un radio atómico más pequeño, o el uso de partículas subatómicas (como electrones o protones) como transistores.
El 15 de septiembre del año 2020 Apple lanzó el procesador A14 Bionic, el primer procesador con tecnología de 5 nanómetros en ser lanzado para su venta al público.

## En el futuro
Continuando con el patrón de reducir a la mitad el área de superficie de cada nodo (o la reducción de los lados cuadrados por 1,4) cada dos años, se puede esperar que la tecnología de 3 nm aparezca en más o menos 2023, y por último de 1 nm en 2029, que puede ser el límite para la tecnología litográfica de semiconductores de silicio tal como se aplica actualmente. Como resultado a partir de 2024 puede haber un cambio en la tecnología para permitir componentes más pequeños en forma de siliceno o nanotubos de silicio.
En 2008, han sido realizados transistores de un átomo de grosor y diez átomos de ancho por investigadores del Reino Unido. Fueron grabados en grafeno, material que se espera que sustituya al silicio como base de la futura computación. El grafeno es un material hecho a partir de láminas planas de carbono en una disposición de panal. Un equipo de la Universidad de Mánchester, Reino Unido, ahora lo han utilizado para hacer algunos de los más pequeños transistores del mundo. Dispositivos que solo tienen un nanómetro de diámetro y contienen solo unos pocos anillos de carbono.